# Rezolucija Vijeća sigurnosti UN-a 1004
Rezolucijom Vijeća sigurnosti UN-a 1004, jednoglasno usvojenom 12. srpnja 1995. godine, nakon pozivanja na sve rezolucije o situaciji u bivšoj Jugoslaviji, Vijeće je, djelujući prema Poglavlju VII Povelje Ujedinjenih naroda, zahtijevalo da se snage bosanskih Srba povuku iz zaštićenog područja Srebrenica u Bosni i Hercegovini i poštuju sigurnost osoblja Zaštitnih snaga Ujedinjenih naroda (UNPROFOR). Rezolucija je donesena tijekom genocida u Srebrenici.
Nakon što je potvrdilo suverenitet, teritorijalni integritet i neovisnost Bosne i Hercegovine, Vijeće sigurnosti izrazilo je duboku zabrinutost stanjem u Srebrenici i za tamošnje civilno stanovništvo. Situacija se pokazala izazovnom za UNPROFOR, posebno jer je bilo mnogo raseljenih osoba u Potočarima bez osnovnih humanitarnih potrepština. Osuđeno je pritvaranje osoblja UNPROFOR-a i napadi snaga bosanskih Srba na mirovne snage.
Vijeće je zatražilo da snage bosanskih Srba prekinu svoju ofenzivu i odmah se povuku iz Srebrenice, dodajući da snage trebaju poštovati njezin status zaštićene zone. Također se tražilo da se osigura sigurnost osoblja UNPROFOR-a i da se neki njegovi pripadnici iz pritvora puste na slobodu. O tome se ponovno govorilo u Rezoluciji 1010. Sve su strane pozvane da omoguće pristup području Visokom povjereniku Ujedinjenih naroda za izbjeglice i međunarodnim humanitarnim agencijama kako bi se pomoglo civilnom stanovništvu i obnovile komunalne usluge. Od glavnog tajnika Butrosa Butros-Galija zatraženo je da iskoristi sve raspoložive resurse kako bi se Srebrenici vratio status "zaštićene zone".

## Vanjske poveznice
| Wikizvor | Engleski Wikizvor ima izvorni tekst na temu: Editing United Nations Security Council Resolution 1004 |

- Text of the Resolution at undocs.org